# Belagerung von Jülich (1610)
Die Belagerung von Jülich durch Truppen Frankreichs und der Vereinigten Provinzen unter dem Befehl von Claude de La Châtre und Moritz von Oranien fand vom 29. Juli bis zum 2. September 1610 während des Jülich-Klevischen Erbfolgestreits und des Achtzigjährigen Kriegs statt. Sie endete mit der Übergabe der Stadt, deren Festung und Zitadelle als eine der fortschrittlichsten Fortifikationen ihrer Zeit angesehen war.

## Vorgeschichte
Mit dem Tod des letzten Herzogs der Vereinigten Herzogtümer Jülich-Kleve-Berg entzündete sich der auch konfessionell geprägte Streit um das Erbe, der bereits neun Jahre vor Ausbruch des Dreißigjährigen Krieges fast zu einem allgemeinen europäischen Krieg geführt hätte. Hauptstreitparteien waren der Kurfürst Johann Sigismund von Kurfürstentum Brandenburg und Philipp Ludwig von Pfalz-Neuburg auf der einen Seite, die mit Kaiser Rudolf II. und einigen anderen Erbanwärtern wie dem Kurfürstentum Sachsen auf der anderen Seite um das Erbe stritten. Es bildeten sich zwei Kriegsparteien: die Possedierenden, in welcher die Erbanwärter Brandenburg und Pfalz-Neuburg mit ihren meist protestantischen Unterstützern zusammengefasst waren, und die Kaiserlichen, sprich die anderen Erbanwärter und die (katholische) kaiserliche Macht. Trotz zahlreicher Verhandlungen wurde bald klar, dass die Auseinandersetzung nicht ohne Gewalt abgehen würde, und beide Seiten warben eifrig Söldner.

## Verlauf

### Kaiserliche Besitzergreifung und Anmarsch des Belagerungsheeres
Bereits zu Beginn des Konfliktes hatte sich der kaiserliche Reichskommissarius Erzherzog Leopold des Besitzes der Hauptlandesfestung des Herzogtums Jülich versichert und nahm die Festung Jülich am 23. Juli 1609 in Besitz, nachdem bereits zuvor der kaisertreue Jülicher Amtmann Johann von Reuschenberg zu Overbach die Tore für alle anderen Parteien geschlossen hatte. Von hier aus stellte der Erzherzog das Herzogtum bis zur endgültigen Regelung der Nachfolge unter kaiserliche Zwangsverwaltung. Offenbar setzte der Kaiser darauf, dass der Besitz der damals mit Abstand stärksten Festung im Rheinland ein gewichtiges Argument im kommenden Konflikt um die Erbfolge sein würde. 

Die Possedierenden waren jedoch nicht bereit, dies auf sich sitzenzulassen. Schon kurz darauf erschienen ihre Truppen vor der Festung, angeblich 4.500 Infanteristen und 1.200 Reiter, und bezogen um sie herum ihre Winterquartiere, wobei sie die ansässige Bevölkerung drangsalierten. Diese Ansammlung war jedoch nur die Vorhut eines weit größeren Heeres, das im Frühling 1610 bei Schenkenschanz versammelt wurde. Den Oberbefehl führten Christian von Anhalt und Markgraf Ernst von Brandenburg, und der Feldoberst der Generalstaaten Prinz Moritz von Oranien-Nassau besichtigte dort am 11. Juli 1610 14.000 Infanteristen und 3.000 Kavalleristen, die aus niederländischen, englischen und französischen Truppen bestanden und fünf Tage später über Xanten und Neuss in Richtung Jülich aufbrachen. Die Belagerungsartillerie aus 48 Geschützen wurde auf dem Rhein per Schiff transportiert und in Neuss an Land gebracht. Am 27. Juli ereignete sich in Gustorf ein schweres Unglück. 16.000 Pfund Schießpulver explodierten, töteten 25 Fuhrleute und 16 Pferde und beschädigte 50 Fuhrwerke mit Luntenladungen. Am 28. Juli vereinigte sich das Belagerungsheer mit den bereits vor Jülich liegenden Truppen der Possedierenden sowie 5.000 von der Protestantischen Union angeworbenen Söldner und begannen mit der regelrechten Belagerung. Später trafen auch weitere französische Truppen von 8.000 Fußsoldaten, 1.200 Reitern und vier Geschützen unter dem Kommando von Claude de La Châtre ein.

### Angriff gegen die Zitadelle
Zuerst zernierten die Belagerer die Festung mit einem Ring aus Schanzen und bereiteten dann den Angriff vor. Man entschied sich aus verschiedenen Gründen zum Angriff gegen den am stärksten befestigten Abschnitt, die alles beherrschende Zitadelle: ein Angriff gegen die Stadt hätte sich in jedem Fall schwierig gestaltet und die Belagerten im Besitz der Zitadelle gelassen, ohne die man die Stadt nicht beherrschen konnte, und außerdem war ein Angriff gegen die Zitadelle dank der nahe liegenden Merscher Höhe am einfachsten zu bewerkstelligen. Von dieser Anhöhe im Norden Jülichs hatte man einen guten Überblick über das Geschehen und auch eine gute Schussposition für einen Angriff auf die Zitadelle. Durch die überhöhte Position konnte man von dort aus gut in die Festung hineinschießen, und angeblich war der damals noch sehr hohe Nordostturm des Schlosses ein besonders beliebtes Ziel. Größere Lager befanden sich bei Barmen und Broich (Moritz von Oranien) sowie bei Stetternich und Bourheim (Christian von Anhalt), bei Koslar befanden sich die Quartiere französischer Hilfstruppen.
Die lediglich 2.500 Mann starke Festungsbesatzung unter dem Kommando von Johann von Reuschenberg hatte vor der Feldseite der Zitadelle einige zusätzliche Vorwerke errichtet, darunter zwei halbmondförmige Erdwerke vor den Zitadellenbastionen II und III und ein Ravelin vor dem Feldtor. Der Reichskommissarius hatte die Festung zu Beginn der Belagerung verlassen, jedoch sein Tafelsilber zur Verwendung als Notklippen in kleine Stücke schneiden und als Entlohnung an seine Soldaten ausgeben lassen. Obwohl die Besatzung zahlreiche Ausfälle unternahm, konnte sie die erdrückend überlegenen Belagerer kaum behindern.
Moritz von Oranien trachtete danach, Jülich nach Möglichkeit als strategisch wichtige Festung für die Niederlande zu gewinnen, und trieb daher den Angriff gegen die Festung voran, bevor die erwartete französische Hauptmacht unter Heinrich IV. eintraf. In der Nacht vom 31. Juli auf den 1. August begann daher bereits der eigentliche Angriff durch das Vortreiben von Laufgräben gegen die Zitadelle. Bereits am 4. August begann eine Batterie von vier Geschützen die Befestigungen zu beschießen, fünf Tage später eine weitere Batterie mit neun Geschützen, und am 14. August gesellte sich eine weitere Batterie von vier Geschützen hinzu. Schwerpunkt der Angriffe war das Ravelin II vor der Feldseite der Zitadelle, das einen ersten Sturmangriff noch abweisen konnte, aber bereits beim zweiten in die Hand der Belagerer fiel. Auch die Kontregardes vor den Zitadellenbastionen II und III fielen schon am 15. August, und die Belagerer konnten mit dem Errichten von Breschierbatterien vor der Zitadellenbastion II beginnen. In der Festung wurden Bargeld und Nahrungsmittel bald knapp, da die Kaiserlichen wohl nicht ernsthaft mit einer Belagerung gerechnet hatten und obendrein bereits seit Monaten in der Festung eingeschlossen waren.

### Übergabe

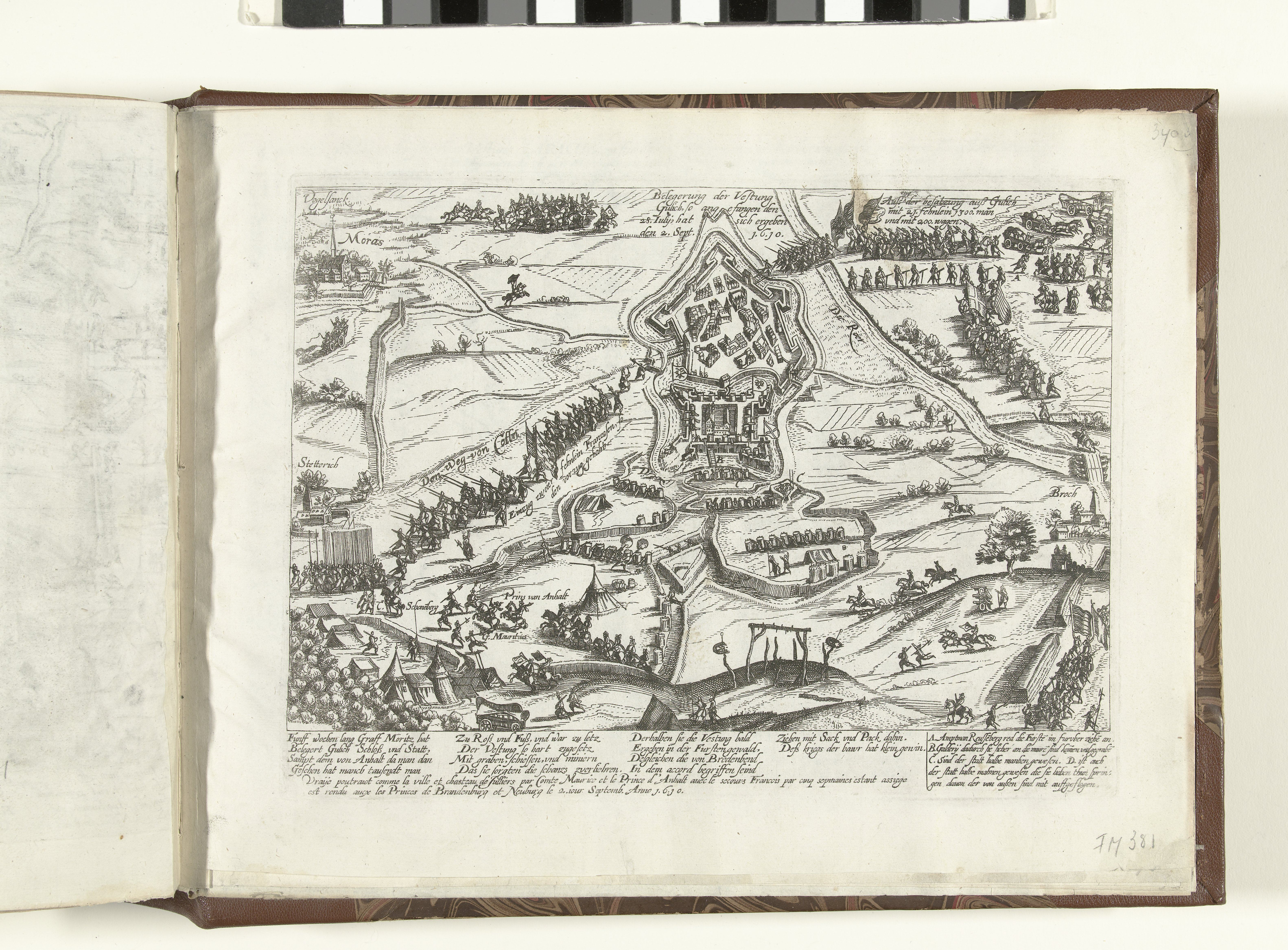
Die Übergabe der Festung Jülich

Am 26. August überquerten die Belagerer im Schutz der Nacht den Graben, den sie teilweise aufgefüllt hatten, und forderten die Verteidiger zum ersten Mal zur Übergabe auf. Der Kommandant erbat zunächst drei Tage Bedenkzeit, lehnte dann aber doch ab, worauf die Belagerer am 27. August den Angriff gegen die Zitadellenbastion II begannen. Mineure untergruben die Mauern und durchbrachen die Bekleidungsmauer der Bastion am 28. August, am Tag darauf drangen sie in das dahinterliegende Erdreich ein. Am 31. August war durch die Arbeit der Mineure und 200 Schuss der Belagerungsartillerie eine breite Bresche gelegt, und es war nur noch eine Frage der Zeit, bis eine gangbare Bresche einen Sturm auf die Zitadelle ermöglichen würde. Entsprechend ergaben sich die Verteidiger am 1. September 1610. Den Überlebenden wurde ein Abzug unter ehrenvollen Bedingungen gewährt.

## Nachspiel
Die Belagerung war im In- und Ausland aufmerksam verfolgt worden und ist in vielen zeitgenössischen Darstellungen und Schilderungen überliefert. Zunächst verwalteten die Possedierenden die Festung gemeinsam, zerstritten sich jedoch ab 1614 um das Erbe. Die Festung wurde nun in die Hände der verbündeten Niederländer übergeben, deren Befehlshaber, der englische Söldnerführer und Major der Generalstaaten Frederik Pithan, ab 1614 Festungskommandant wurde und es bis zum Ende der zweiten Belagerung Jülichs 1621–22 bleiben sollte.